# Vladimir Sorokin

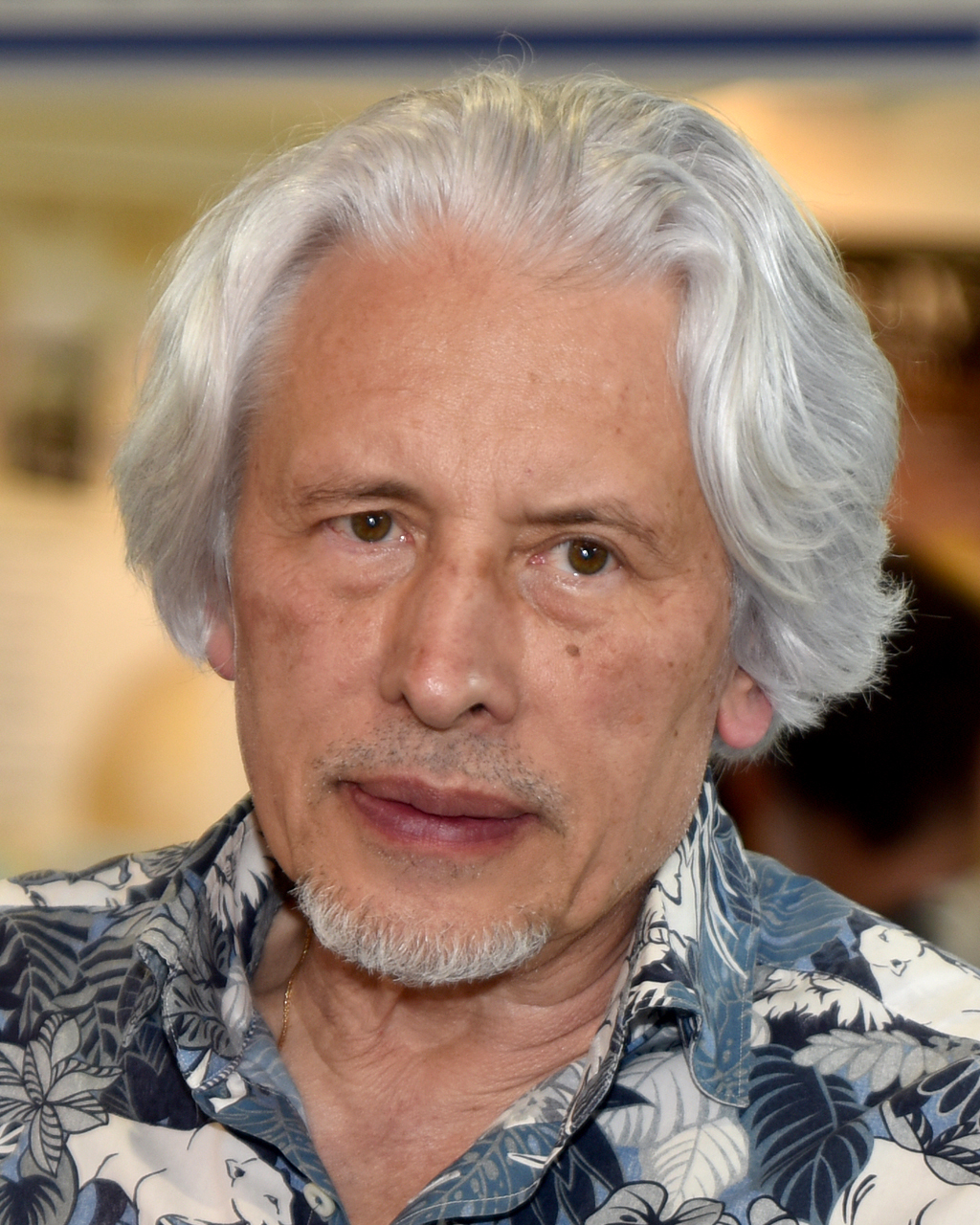
Vladimir Sorokin (2023)

Vladimir Georgievitsj Sorokin (Russisch: Влади́мир Гео́ргиевич Соро́кин) (Bikovo bij Moskou, 7 augustus 1955) is een Russisch postmodernistisch schrijver (ook van toneel) en een conceptueel kunstenaar.

## Leven
Sorokin studeerde scheikunde in Moskou, werkte daarna korte tijd voor het tijdschrift Wissel, maar werd ontslagen vanwege zijn weigering om lid te worden van de Komsomol. Vervolgens hield hij zich vooral bezig met schilderkunst, het illustreren van boeken en het ontwerpen van boekomslagen. In 1972 debuteerde hij tevens als dichter en vanaf de jaren tachtig wordt hij tot de grote Russische ondergrondse kunstenaars gerekend. Met de publicatie van zes verhalen in een Frans tijdschrift in 1985 brak hij ook in het Westen door. Begin jaren negentig kwam zijn definitieve doorbraak als schrijver met de publicatie van zijn roman De rij (geschreven 1985) en de verhalenbundel De harten van vier (1994).

## Werk
Het literaire werk van Sorokin kenmerkt zich door zijn volstrekt esthetische opvatting: voor hem is schrijven niet iets inhoudelijks, maar het bezig zijn met taal, stijl en constructie. Enkel omdat woorden nu eenmaal betekenissen hebben vormen ze samen een betekeniseenheid. De betekeniseenheid die Sorokin in zijn romans en verhalen tot stand brengt is vaak verrassend origineel en getuigt van een groot vermogen om met verschillende stijlen om te gaan. Hij gebruikt net zo gemakkelijk de taal van de negentiende-eeuwse klassieken als die van de productieroman uit de jaren dertig of de taal van de Sovjetpers. Realistische beschrijvingen wisselen elkaar af met bevlogen lyrische of totaal absurde, surrealistische passages. Sentimentalisme verandert in wreedheid en vaak wordt de werkelijkheid compleet op zijn kop gezet. Zijn boeken zitten dan ook, bijna standaard, vol onverwachte, schokkende en ook bizarre wendingen, die vaak leiden tot beschrijvingen van moord en geweld.
Het werk van Sorokin staat te boek als sterk controversieel. Sommigen zien hem als een van de belangrijkste schrijvers van de moderne tijd, anderen winden zich vaak op over de naar hun oordeel inhoudsloosheid van zijn werken en de smakeloosheid ervan. In 2005 protesteerde de Cultuurcommissie van de Doema tegen de opvoering van een stuk van Sorokin en stelde zelfs een onderzoek in naar 'degeneratie'.

### Theateruitvoeringen
- De benedenstand, 1993.
- De Russische grootmoeder, 2001.
- Vertrouwen
- Gelukkig nieuwjaar
- Dysmorphomanie, 1996.
- Een maand in Dachau, 1996.
- Het jubileum, 1994.
- Pelmeni, 1992.
- Huwelijksreis, 1995.
- Kruidensoep diepgevoren, 1999.
- Dostojevski trip, 2001.